# Heidemann Valley
Das Heidemann Valley ist ein 3 km langes und 800 m breites Tal an der Ingrid-Christensen-Küste des ostantarktischen Prinzessin-Elisabeth-Lands. In den Vestfoldbergen führt es nordöstlich der Heidemann Bay zum südöstlichen Winkel des Dingle Lake.
Das Antarctic Names Committee of Australia benannte es 1983 in Anlehnung an die Benennung der gleichnamigen Bucht. Deren Namensgeber ist Frank Heidemann, zweiter Maat des Forschungsschiffs Kista Dan, das 1957 in diesem Gebiet im Einsatz war.